# 努加鲁莱
努加鲁莱（法語：Nougaroulet，法語發音：[nuɡaʁulɛ]）是法国热尔省的一个市镇，属于欧什区。

## 地理
努加鲁莱（43°41'36"N, 0°43'52"E）面积15.79 平方千米，位于法国奧克西塔尼大區热尔省，该省份为法国西南部内陆省份，北起顺时针与洛特-加龙省、塔恩-加龙省、上加龙省、上比利牛斯省、大西洋比利牛斯省和朗德省接壤。
与努加鲁莱接壤的市镇（或旧市镇、城区）包括：昂桑、欧比耶、克拉斯特、勒布兰、马尔桑、蒙托莱克雷诺。

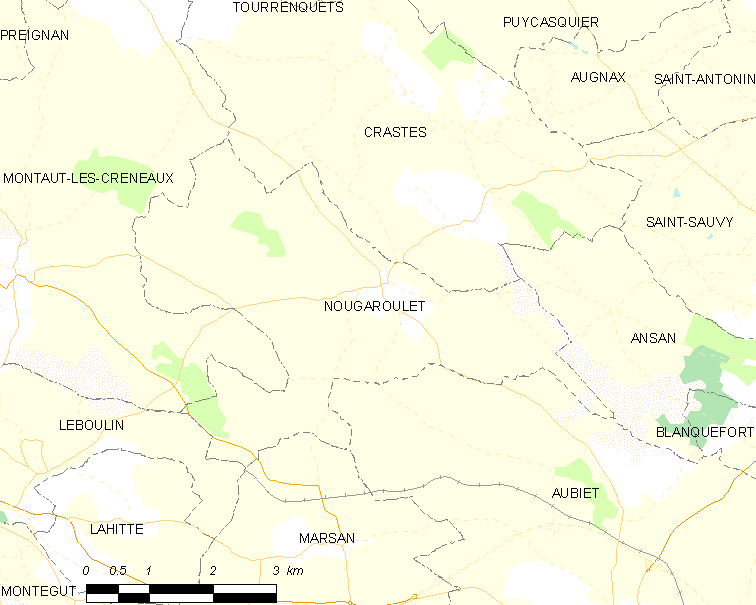
努加鲁莱的OSM定位图

努加鲁莱的时区为UTC+01:00、UTC+02:00（夏令时）。

## 行政
努加鲁莱的邮政编码为32270，INSEE市镇编码为32298。

## 政治
努加鲁莱所属的省级选区为欧什第二县。

## 人口

1962-2008年间努加鲁莱人口变化图示

努加鲁莱于2022年1月1日时的人口数量为385人。